# Stazione di Mombaldone-Roccaverano
La stazione di Mombaldone-Roccaverano è una stazione ferroviaria posta lungo la linea Alessandria-San Giuseppe di Cairo, al servizio dei comuni di Mombaldone e di Roccaverano.
Fermano soltanto treni regionali. Il servizio è gestito da Trenitalia.

## Binari in uso
Vengono al momento usati 2 binari.